# Dope D.O.D.
A Dope D.O.D egy 2006-ban alakult holland hiphop együttes. A együttes 2013-ban megkapta a Branded dalukért a European Border Breakers Awards-díjat.

## Történet
2008-ban került fel az internetre az ingyen letölthető albumuk a Fountain of Death. A csapatnak kezdetben két tagja volt, Dopey Rotten és Skits Vicious. Támogatták az albumot és forgattak két videóklipet a Double Jeopardyt és a Insanet. Később a csapathoz csatlakozott Jay Reaper, és a csapat nevét átnevezték Dope D.O.D-re.

## Diszkográfia

### Stúdióalbumok
- Branded
- Da Roach
- Master Xploder
- Shotgunz in Hell

### Középlemezek
- The Evil E.P.
- The Ugly EP
- Battle Royal

### Kislemezek
- What happened

## Videóklipek
- Double Jeopardy (2009)
- Insane (2009)
- Intro (2011)
- What Happened
- The Brutality Series (Chapter 1: Dopey Rotten) (2011)
- The Brutality Series (Chapter 2: Skits Vicious) (2011)
- The Brutality Series (Chapter 3: Jay Reaper) (2011)
- Pandora’s Box (2011)
- Gatekeepers (2012)
- Psychosis (2012)
- Rocket (2013)
- Millennium Falcon (2013)
- Panic Room (2013)
- Blood Shake (2013)
- Guillotine Rap (2014)
- WakeDaFucUp (2014)
- Master Xploder (2014)
- Ridiculous (2014)
- Godzilla (2014)
- Trapazoid (2015)
- Ridiculous Pt.2 (2015)
- Battle Royal (2015)
- Dirt Dogs (2015)
- Ready to Die (2016)
- XXX (2017)